# Muscopteryx chaetosula
Muscopteryx chaetosula là một loài ruồi trong họ Tachinidae.